# 圆裂毛茛
圆裂毛茛（学名：Ranunculus dongrergensis）为毛茛科毛茛属下的一个种。

## 扩展阅读
維基物種上的相關：圆裂毛茛